# Nouvelle Droite (Portugal)
Pour les articles homonymes, voir Nouvelle Droite.
Nouvelle Droite (en portugais : Nova Direita, abrégé en ND) est un parti politique conservateur portugais.

## Histoire
Fondé par Ossanda Liber (pt), ex-candidate indépendante à l'élection municipale de 2021 à Lisbonne puis candidate aux élections législatives de 2022 dans la circonscription Europe, après son départ de l'Alliance, Nouvelle Droite s'établit d'abord comme un mouvement politique avant sa légalisation auprès du Tribunal constitutionnel. Son inscription au registre des partis politiques portugais est rejetée par le Tribunal à deux reprises, en mars et décembre 2023, avant d'être acceptée après corrections le 9 janvier 2024.
Le parti prend part à son premier scrutin lors des élections législatives de 2024.

## Positionnement
Le parti s'autopositionne sur une ligne conservatrice et revendique sa volonté de remplacer le CDS – Parti populaire, sorti de l'Assemblée de la République lors des élections législatives de 2022.

## Organisation

### Historique des présidents
|  | Nom                | Période        | Période                       | Notes                 |
|  | ------------------ | -------------- | ----------------------------- | --------------------- |
|  | Ossanda Liber (pt) | 9 janvier 2024 | En cours (au 26 février 2025) | Présidente-fondatrice |

## Résultats électoraux

### Élections législatives
| Année | Tête de liste | Voix   | %    | Rang | Sièges  | Statut              |
| ----- | ------------- | ------ | ---- | ---- | ------- | ------------------- |
| 2024  | Ossanda Liber | 16 456 | 0,27 | 13e  | 0 / 230 | Extra-parlementaire |
| 2025  | Ossanda Liber | 10 216 | 0,17 | 15e  | 0 / 230 | Extra-parlementaire |

### Élections européennes
| Année | Tête de liste | Voix  | %    | Rang | Sièges | Statut              |
| ----- | ------------- | ----- | ---- | ---- | ------ | ------------------- |
| 2024  | Ossanda Liber | 6 361 | 0,16 | 13e  | 0 / 21 | Extra-parlementaire |

### Élections régionales

#### Région autonome de Madère
| Année | Tête de liste          | Voix                   | %                      | Rang                   | Sièges                 | Statut              |
| ----- | ---------------------- | ---------------------- | ---------------------- | ---------------------- | ---------------------- | ------------------- |
| 2024  | Pas de liste présentée | Pas de liste présentée | Pas de liste présentée | Pas de liste présentée | Pas de liste présentée | Extra-parlementaire |
| 2025  | Ricardo Azevedo        | 487                    | 0,35                   | 14e                    | 0 / 47                 | Extra-parlementaire |